# Gynnidomorpha
Gynnidomorpha är ett släkte av fjärilar som beskrevs av Alfred Jefferis Turner, 1916. Gynnidomorpha ingår i familjen vecklare, Tortricidae.

## Dottertaxa tillGynnidomorpha, i alfabetisk ordning[1]
- Gynnidomorpha alismana (Ragonot, 1883, Svaltingblomvecklare
- Gynnidomorpha attenuata (Razowski, 1984)
- Gynnidomorpha curviphalla Sun & Li, 2013
- Gynnidomorpha datetis (Diakonoff, 1984)
- Gynnidomorpha definita (Meyrick, 1928)
- Gynnidomorpha luridana (Gregson, 1870), Kamomillblomvecklare
- Gynnidomorpha mesoxutha Turner, 1916
- Gynnidomorpha minimana (Caradja, 1916), Kärrspireblomvecklare
- Gynnidomorpha permixtana ([Denis & Schiffermüller], 1775), Rödbrokig blomvecklare
- Gynnidomorpha pista (Diakonoff, 1984)
- Gynnidomorpha romonana (Kearfott, 1908)
- Gynnidomorpha rubricana (Peyerimhoff, 1877)
- Gynnidomorpha sphaenophora (Diakonoff, 1941)
- Gynnidomorpha stirodelphys (Diakonoff, 1976)
- Gynnidomorpha vectisana (Humphreys & Westwood, 1845), Sältingblomvecklare